# Église Saint-Germain de Sarry
L'église Saint-Germain de Sarry est une église située à Sarry, en France. Elle est dédiée à saint Germain et dépend de l'archidiocèse de Sens-Auxerre.

## Localisation
L'église est située dans le département français de l'Yonne et la commune de Sarry.

## Description

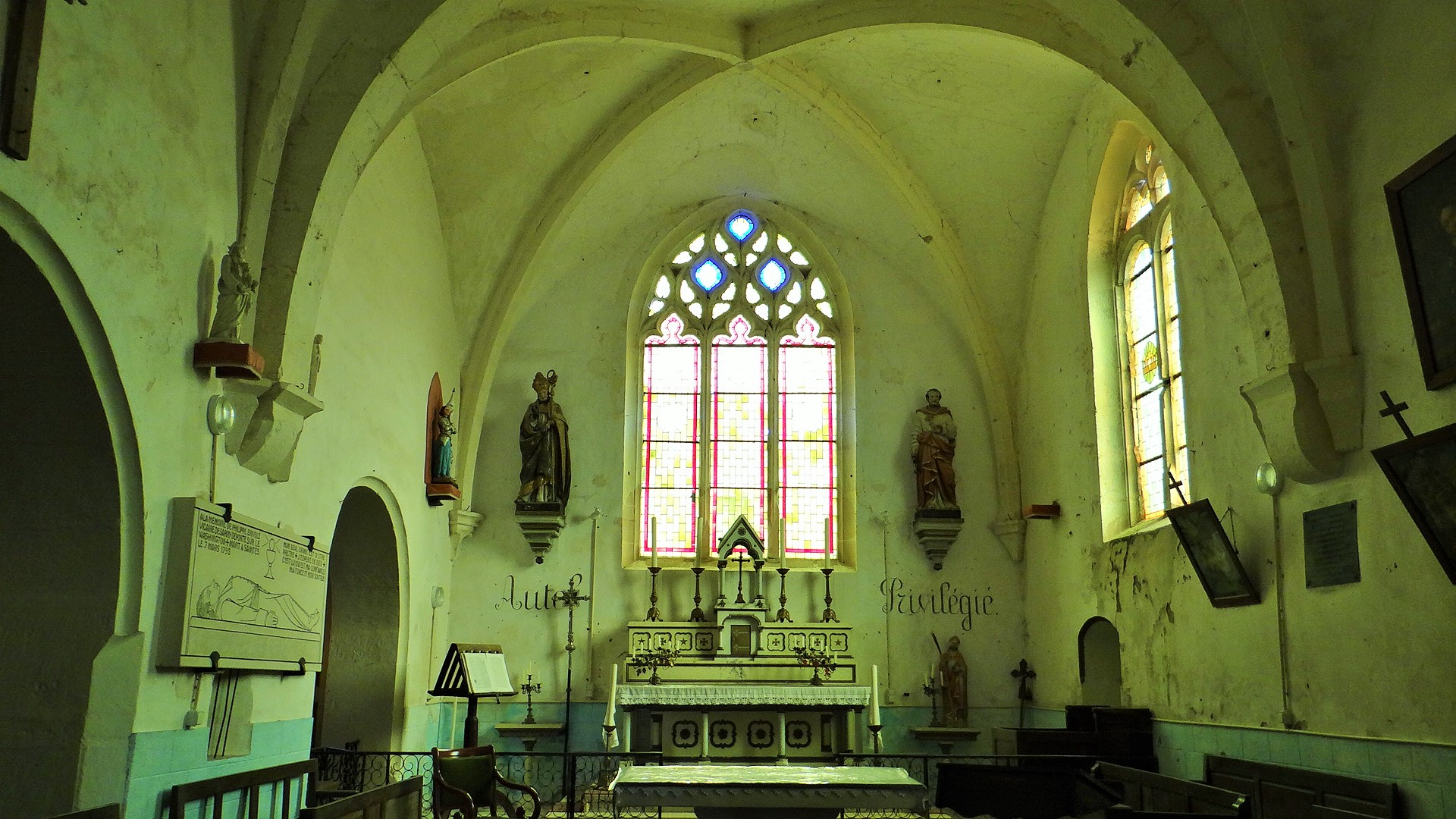
Intérieur de l'église.

## Historique
L'édifice est inscrit au titre des monuments historiques en 1929.